# キシュ・ゲーザ
キシュ・ゲーザ（ハンガリー語: Kiss Géza、1882年10月22日 - 1952年8月23日）は、ハンガリーの競泳選手。得意種目は自由形。
1904年のセントルイスオリンピックと1906年のアテネオリンピックに出場し、セントルイスでは1マイル自由形で銀、880ヤード自由形で銅を獲得、アテネでも4×250m自由形リレーにハンガリー代表の一人として出場し、金を獲得した。